# Brachystoma pusillus
Brachystoma pusillus är en tvåvingeart som först beskrevs av Giovanni Antonio Scopoli 1763.  Brachystoma pusillus ingår i släktet Brachystoma och familjen Brachystomatidae.
Artens utbredningsområde är Slovenien. Inga underarter finns listade i Catalogue of Life.